# Недев, Трайко
Трайко Недев (род. 27 февраля 1973) — македонский шахматист, гроссмейстер (2001).
В составе сборной Македонии участник 8-и Олимпиад (1996—2010).

## Изменения рейтинга
| Графики недоступны из-за технических проблем. См. информацию на Фабрикаторе и на mediawiki.org. |